# Mistrovství světa ve fotbale 2010 – skupina F
Skupina F Mistrovství světa ve fotbale 2010 byla jednou z osmi základních skupin tohoto šampionátu. Nalosovány do ní byly celky Itálie, Paraguaye, Nového Zélandu a Slovenska.

## Zápasy
Poznámka: Zvýraznění týmu znamená, v jakých dresech tým hrál. Pokud tým není zvýrazněn, znamená to, že hrál v bílých dresech.

### Itálie vs. Paraguay
| 14. června 2010 20.30 |        |             |                                                                             |
| Itálie                | 1 – 1  | Paraguay    | Green Point Stadium, Kapské Město diváci: 62 869 rozhodčí: Benito Archundia |
| Daniele De Rossi 63'  | Report | 39' Alcaraz | Green Point Stadium, Kapské Město diváci: 62 869 rozhodčí: Benito Archundia |

| ITÁLIE:        |    |                     |     |     |
|                |    |                     |     |     |
| GK             | 1  | Gianluigi Buffon    |     | 46' |
| RB             | 19 | Gianluca Zambrotta  |     |     |
| CB             | 5  | Fabio Cannavaro (C) |     |     |
| CB             | 4  | Giorgio Chiellini   |     |     |
| LB             | 3  | Domenico Criscito   |     |     |
| DM             | 6  | Daniele De Rossi    |     |     |
| DM             | 22 | Riccardo Montolivo  |     |     |
| CM             | 15 | Claudio Marchisio   |     | 59' |
| RW             | 7  | Simone Pepe         |     |     |
| LW             | 9  | Vincenzo Iaquinta   |     |     |
| CF             | 11 | Alberto Gilardino   |     | 72' |
| Nahrazující:   |    |                     |     |     |
| GK             | 12 | Federico Marchetti  |     | 46' |
| MF             | 16 | Mauro Camoranesi    | 70' | 59' |
| FW             | 10 | Antonio Di Natale   |     | 72' |
| Trenér:        |    |                     |     |     |
| Marcello Lippi |    |                     |     |     |

| PARAGUAY:       |    |                         |     |     |
|                 |    |                         |     |     |
| GK              | 1  | Justo Villar (C)        |     |     |
| RB              | 6  | Carlos Bonet            |     |     |
| CB              | 21 | Antolín Alcaraz         |     |     |
| CB              | 14 | Paulo da Silva          |     |     |
| LB              | 3  | Claudio Morel Rodríguez |     |     |
| DM              | 15 | Víctor Cáceres          | 62' |     |
| RM              | 13 | Enrique Vera            |     |     |
| CM              | 16 | Cristian Riveros        |     |     |
| LM              | 17 | Aureliano Torres        |     | 60' |
| SS              | 18 | Nelson Valdez           |     | 68' |
| CF              | 19 | Lucas Barrios           |     | 76' |
| Nahrazující:    |    |                         |     |     |
| MF              | 11 | Jonathan Santana        |     | 60' |
| FW              | 9  | Roque Santa Cruz        |     | 68' |
| FW              | 7  | Óscar Cardozo           |     | 76' |
| Trenér:         |    |                         |     |     |
| Gerardo Martino |    |                         |     |     |

| Muž zápasu: Antolín Alcaraz Asistenti rozhodčího: Héctor Vergara Marvin Torrentera Čtvrtý rozhodčí: Joel Aguilar Pátý rozhodčí: Juan Zumba |

### Nový Zéland vs. Slovensko
| 15. června 2010 13.30 |        |            |                                                                          |
| Nový Zéland           | 1 – 1  | Slovensko  | Royal Bafokeng Stadium, Rustenburg diváci: 23 871 rozhodčí: Jerome Damon |
| Reid 90+3'            | Report | 50' Vittek | Royal Bafokeng Stadium, Rustenburg diváci: 23 871 rozhodčí: Jerome Damon |

| NOVÝ ZÉLAND:  |    |                 |       |     |
|               |    |                 |       |     |
| GK            | 1  | Mark Paston     |       |     |
| RB            | 4  | Winston Reid    | 90+3' |     |
| CB            | 6  | Ryan Nelsen (C) |       |     |
| CB            | 5  | Ivan Vicelich   |       | 78' |
| LB            | 19 | Tommy Smith     |       |     |
| RM            | 11 | Leo Bertos      |       |     |
| CM            | 7  | Simon Elliott   |       |     |
| LM            | 3  | Tony Lochhead   | 42'   |     |
| RW            | 14 | Rory Fallon     |       |     |
| LW            | 10 | Chris Killen    |       | 72' |
| CF            | 9  | Shane Smeltz    |       |     |
| Nahrazující:  |    |                 |       |     |
| FW            | 20 | Chris Wood      |       | 72' |
| MF            | 21 | Jeremy Christie |       | 78' |
| Trenér:       |    |                 |       |     |
| Ricki Herbert |    |                 |       |     |

| SLOVENSKO:                                              |    |                   |     |       |
|                                                         |    |                   |     |       |
| GK                                                      | 1  | Ján Mucha         |     |       |
| RB                                                      | 5  | Radoslav Zabavník |     |       |
| CB                                                      | 16 | Ján Ďurica        |     |       |
| CB                                                      | 3  | Martin Škrtel     |     |       |
| LB                                                      | 4  | Marek Čech        |     |       |
| DM                                                      | 6  | Zdeno Štrba       | 55' |       |
| RM                                                      | 7  | Vladimír Weiss*   |     | 90+1' |
| CM                                                      | 9  | Stanislav Šesták  |     | 81'   |
| LM                                                      | 17 | Marek Hamšík (C)  |     |       |
| CF                                                      | 11 | Róbert Vittek     |     | 84'   |
| CF                                                      | 18 | Erik Jendrišek    |     |       |
| Nahrazující:                                            |    |                   |     |       |
| FW                                                      | 13 | Filip Hološko     |     | 81'   |
| MF                                                      | 15 | Miroslav Stoch    |     | 84'   |
| MF                                                      | 19 | Juraj Kucka       |     | 90+1' |
| Trenér:                                                 |    |                   |     |       |
| Vladimír Weiss* * Poznámka: Jedná se o dvě různé osoby. |    |                   |     |       |

| Muž zápasu: Róbert Vittek Asistenti rozhodčího: Celestin Ntagungira Enock Molefe Čtvrtý rozhodčí: Ravšan Irmatov Pátý rozhodčí: Rafael Iljasov |

### Slovensko vs. Paraguay
| 20. června 2010 13.30 |       |                      |                                                                        |
| Slovensko             | 0 – 2 | Paraguay             | Free State Stadium, Bloemfontein diváci: 26 643 rozhodčí: Eddy Maillet |
|                       |       | 27' Vera 86' Riveros | Free State Stadium, Bloemfontein diváci: 26 643 rozhodčí: Eddy Maillet |

| SLOVENSKO:                                              |    |                  |     |     |     |
|                                                         |    |                  |     |     |     |
| GK                                                      | 1  | Ján Mucha        |     |     |     |
| RB                                                      | 2  | Peter Pekarík    |     |     |     |
| CB                                                      | 3  | Martin Škrtel    |     |     |     |
| CB                                                      | 21 | Kornel Saláta    |     | 83' |     |
| LB                                                      | 16 | Ján Ďurica       | 42' |     |     |
| DM                                                      | 6  | Zdeno Štrba      |     |     |     |
| CM                                                      | 17 | Marek Hamšík (C) |     |     |     |
| RW                                                      | 9  | Stanislav Šesták | 47' |     | 70' |
| LW                                                      | 7  | Vladimír Weiss   | 84' |     |     |
| SS                                                      | 8  | Ján Kozák        |     |     |     |
| CF                                                      | 11 | Róbert Vittek    |     |     |     |
| Nahrazující:                                            |    |                  |     |     |     |
| FW                                                      | 13 | Filip Hološko    |     | 70' |     |
| MF                                                      | 15 | Miroslav Stoch   |     | 83' |     |
| Trenér:                                                 |    |                  |     |     |     |
| Vladimír Weiss* * Poznámka: Jedná se o dvě různé osoby. |    |                  |     |     |     |

| PARAGUAY:       |     |                         |     |     |
|                 |     |                         |     |     |
| GK              | 1   | Justo Villar (C)        |     |     |
| RB              | 6   | Carlos Bonet            |     |     |
| CB              | '14 | Paulo da Silva          |     |     |
| CB              | 21  | Antolín Alcaraz         |     |     |
| LB              | 3   | Claudio Morel Rodríguez |     |     |
| DM              | 15  | Víctor Cáceres          |     |     |
| RM              | 13  | Enrique Vera            | 45' | 68' |
| CM              | 16  | Cristian Riveros        |     |     |
| LM              | 18  | Nelson Valdez           |     | 68' |
| SS              | 9   | Roque Santa Cruz        |     |     |
| CF              | 19  | Lucas Barrios           |     | 82' |
| Nahrazující:    |     |                         |     |     |
| MF              | 11  | Aureliano Torres        |     | 68' |
| FW              | 9   | Óscar Cardozo           |     | 82' |
| FW              | 7   | Édgar Barreto           |     | 88' |
| Trenér:         |     |                         |     |     |
| Gerardo Martino |     |                         |     |     |

| Muž zápasu: Enrique Vera Asistenti rozhodčího: Evarist Menkouande Bechir Hassani Čtvrtý rozhodčí: Joel Aguilar Pátý rozhodčí: Juan Zumba |

### Itálie vs. Nový Zéland
| 20. června 2010 16.00 |        |                 |                                                                    |
| Itálie                | 1 – 1  | Nový Zéland     | Mbombela Stadium, Nelspruit diváci: 28 229 rozhodčí: Carlos Batres |
| Iaquinta 29' (pen.)   | Report | 7' Shane Smeltz | Mbombela Stadium, Nelspruit diváci: 28 229 rozhodčí: Carlos Batres |

| ITÁLIE:        |    |                     |  |     |
|                |    |                     |  |     |
| GK             | 12 | Federico Marchetti  |  |     |
| RB             | 19 | Gianluca Zambrotta  |  |     |
| CB             | 5  | Fabio Cannavaro (C) |  |     |
| CB             | 4  | Giorgio Chiellini   |  |     |
| LB             | 3  | Domenico Criscito   |  |     |
| DM             | 6  | Daniele De Rossi    |  |     |
| CM             | 22 | Riccardo Montolivo  |  |     |
| RW             | 7  | Simone Pepe         |  | 46' |
| LM             | 15 | Claudio Marchisio   |  | 61' |
| SS             | 9  | Vincenzo Iaquinta   |  |     |
| CF             | 11 | Alberto Gilardino   |  | 46' |
| Nahrazující:   |    |                     |  |     |
| MF             | 16 | Mauro Camoranesi    |  | 46' |
| FW             | 10 | Antonio Di Natale   |  | 46' |
| FW             | 20 | Giampaolo Pazzini   |  | 61' |
| Trenér:        |    |                     |  |     |
| Marcello Lippi |    |                     |  |     |

| NOVÝ ZÉLAND:  |    |                 |     |       |
|               |    |                 |     |       |
| GK            | 1  | Mark Paston     |     |       |
| RB            | 4  | Winston Reid    |     |       |
| CB            | 6  | Ryan Nelsen (C) | 87' |       |
| CB            | 5  | Ivan Vicelich   |     | 81'   |
| LB            | 19 | Tommy Smith     | 28' |       |
| RM            | 11 | Leo Bertos      |     |       |
| CM            | 7  | Simon Elliott   |     |       |
| LM            | 3  | Tony Lochhead   |     |       |
| RW            | 14 | Rory Fallon     | 14' | 63'   |
| LW            | 10 | Chris Killen    |     | 90+3' |
| CF            | 9  | Shane Smeltz    |     |       |
| Nahrazující:  |    |                 |     |       |
| FW            | 20 | Chris Wood      |     | 63'   |
| MF            | 21 | Jeremy Christie |     | 81'   |
| MF            | 13 | Andrew Barron   |     | 90+3' |
| Trenér:       |    |                 |     |       |
| Ricki Herbert |    |                 |     |       |

| Muž zápasu: Daniele De Rossi Asistenti rozhodčího: Leonel Leal Carlos Pastrana Čtvrtý rozhodčí: Koman Coulibaly Pátý rozhodčí: Redouane Achik |

### Slovensko vs. Itálie
| 24. června 2010 16.00      |        |                                  |                                                                       |
| Slovensko                  | 3 – 2  | Itálie                           | Ellis Park Stadium, Johannesburg diváci: 53 412 rozhodčí: Howard Webb |
| Vittek 25' 73' Kopúnek 89' | Report | 81' Di Natale 90+2' Quagliarella | Ellis Park Stadium, Johannesburg diváci: 53 412 rozhodčí: Howard Webb |

| SLOVENSKO:                                              |    |                   |     |       |
|                                                         |    |                   |     |       |
| GK                                                      | 1  | Ján Mucha         | 82' |       |
| RB                                                      | 2  | Peter Pekarík     | 50' |       |
| CB                                                      | 3  | Martin Škrtel     |     |       |
| CB                                                      | 16 | Ján Ďurica        |     |       |
| LB                                                      | 5  | Radoslav Zabavník |     |       |
| DM                                                      | 6  | Zdeno Štrba       | 16' | 87'   |
| CM                                                      | 19 | Juraj Kucka       |     |       |
| RM                                                      | 17 | Marek Hamšík (C)  |     |       |
| LM                                                      | 15 | Miroslav Stoch    |     |       |
| SS                                                      | 11 | Róbert Vittek     | 40' | 90+2' |
| CF                                                      | 18 | Erik Jendrišek    |     | 90+4' |
| Nahrazující:                                            |    |                   |     |       |
| MF                                                      | 20 | Kamil Kopúnek     |     | 87'   |
| MF                                                      | 9  | Stanislav Šesták  |     | 90+2' |
| DF                                                      | 22 | Martin Petráš     |     | 90+4' |
| Trenér:                                                 |    |                   |     |       |
| Vladimír Weiss* * Poznámka: Jedná se o dvě různé osoby. |    |                   |     |       |

| ITÁLIE:        |    |                     |     |     |
|                |    |                     |     |     |
| GK             | 12 | Federico Marchetti  |     |     |
| RB             | 19 | Gianluca Zambrotta  |     |     |
| CB             | 5  | Fabio Cannavaro (C) | 31' |     |
| CB             | 4  | Giorgio Chiellini   | 67' |     |
| LB             | 3  | Domenico Criscito   |     | 46' |
| DM             | 6  | Daniele De Rossi    |     |     |
| CM             | 8  | Gennaro Gattuso     |     | 46' |
| CM             | 22 | Riccardo Montolivo  |     | 56' |
| RW             | 7  | Simone Pepe         | 76' |     |
| LW             | 10 | Antonio Di Natale   |     |     |
| CF             | 9  | Vincenzo Iaquinta   |     |     |
| Nahrazující:   |    |                     |     |     |
| DF             | 2  | Christian Maggio    |     | 46' |
| FW             | 18 | Fabio Quagliarella  | 83' | 46' |
| MF             | 21 | Andrea Pirlo        |     | 56' |
| Trenér:        |    |                     |     |     |
| Marcello Lippi |    |                     |     |     |

| Muž zápasu: Róbert Vittek Asistenti rozhodčího: Darren Cann Michael Mullarkey Čtvrtý rozhodčí: Stéphane Lannoy Pátý rozhodčí: Eric Dansault |

### Paraguay vs. Nový Zéland
| 24. června 2010 16.00 |        |             |                                                                         |
| Paraguay              | 0 – 0  | Nový Zéland | Peter Mokaba Stadium, Polokwane diváci: 34 850 rozhodčí: Juiči Nišimura |
|                       | Report |             | Peter Mokaba Stadium, Polokwane diváci: 34 850 rozhodčí: Juiči Nišimura |

| PARAGUAY:       |    |                  |     |     |
|                 |    |                  |     |     |
| GK              | 1  | Justo Villar     |     |     |
| RB              | 4  | Denis Caniza (C) |     |     |
| CB              | 5  | Julio Cáceres    |     |     |
| CB              | 14 | Paulo da Silva   |     |     |
| LB              | 3  | Claudio Morel    |     |     |
| DM              | 15 | Víctor Cáceres   | 10' |     |
| CM              | 16 | Cristian Riveros |     |     |
| CM              | 13 | Enrique Vera     |     |     |
| AM              | 9  | Roque Santa Cruz | 41' |     |
| AM              | 18 | Nelson Valdez    |     | 67' |
| CF              | 7  | Óscar Cardozo    |     | 66' |
| Nahrazující:    |    |                  |     |     |
| FW              | 19 | Lucas Barrios    |     | 66' |
| FW              | 10 | Édgar Benítez    |     | 67' |
| Trenér:         |    |                  |     |     |
| Gerardo Martino |    |                  |     |     |

| NOVÝ ZÉLAND:  |    |                 |     |     |
|               |    |                 |     |     |
| GK            | 1  | Mark Paston     |     |     |
| RB            | 4  | Winston Reid    |     |     |
| CB            | 6  | Ryan Nelsen (C) | 56' |     |
| LB            | 19 | Tommy Smith     |     |     |
| DM            | 7  | Simon Elliott   |     |     |
| DM            | 5  | Ivan Vicelich   |     |     |
| RM            | 11 | Leo Bertos      |     |     |
| LM            | 3  | Tony Lochhead   |     |     |
| AM            | 10 | Chris Killen    |     | 79' |
| AM            | 9  | Shane Smeltz    |     |     |
| CF            | 14 | Rory Fallon     |     | 69' |
| Nahrazující:  |    |                 |     |     |
| FW            | 20 | Chris Wood      |     | 69' |
| MF            | 22 | Jeremy Brockie  |     | 79' |
| Trenér:       |    |                 |     |     |
| Ricki Herbert |    |                 |     |     |

| Muž zápasu: Roque Santa Cruz Asistenti rozhodčího: Toru Sagara Jeong Hae-Sang Čtvrtý rozhodčí: Koman Coulibaly Pátý rozhodčí: Inacio Manuel Candido |

## Tabulka
| Poř. | Tým         | Z | V | R | P | VG | OG | B |
| ---- | ----------- | - | - | - | - | -- | -- | - |
| 1.   | Paraguay    | 3 | 1 | 2 | 0 | 3  | 1  | 5 |
| 2.   | Slovensko   | 3 | 1 | 1 | 1 | 4  | 5  | 4 |
| 3.   | Nový Zéland | 3 | 0 | 3 | 0 | 2  | 2  | 3 |
| 4.   | Itálie      | 3 | 0 | 2 | 1 | 4  | 5  | 2 |

## Křížová tabulka
|    | Skupina F   | Itálie | Paraguay | Nový Zéland | Slovensko |
| 1. | Itálie      |        | 1:1      | 1:1         | 2:3       |
| 2. | Paraguay    | 1:1    |          | 0:0         | 2:0       |
| 3. | Nový Zéland | 1:1    | 0:0      |             | 1:1       |
| 4. | Slovensko   | 3:2    | 0:2      | 1:1         |           |